# Couque de Dinant
Pour les articles homonymes, voir couque.

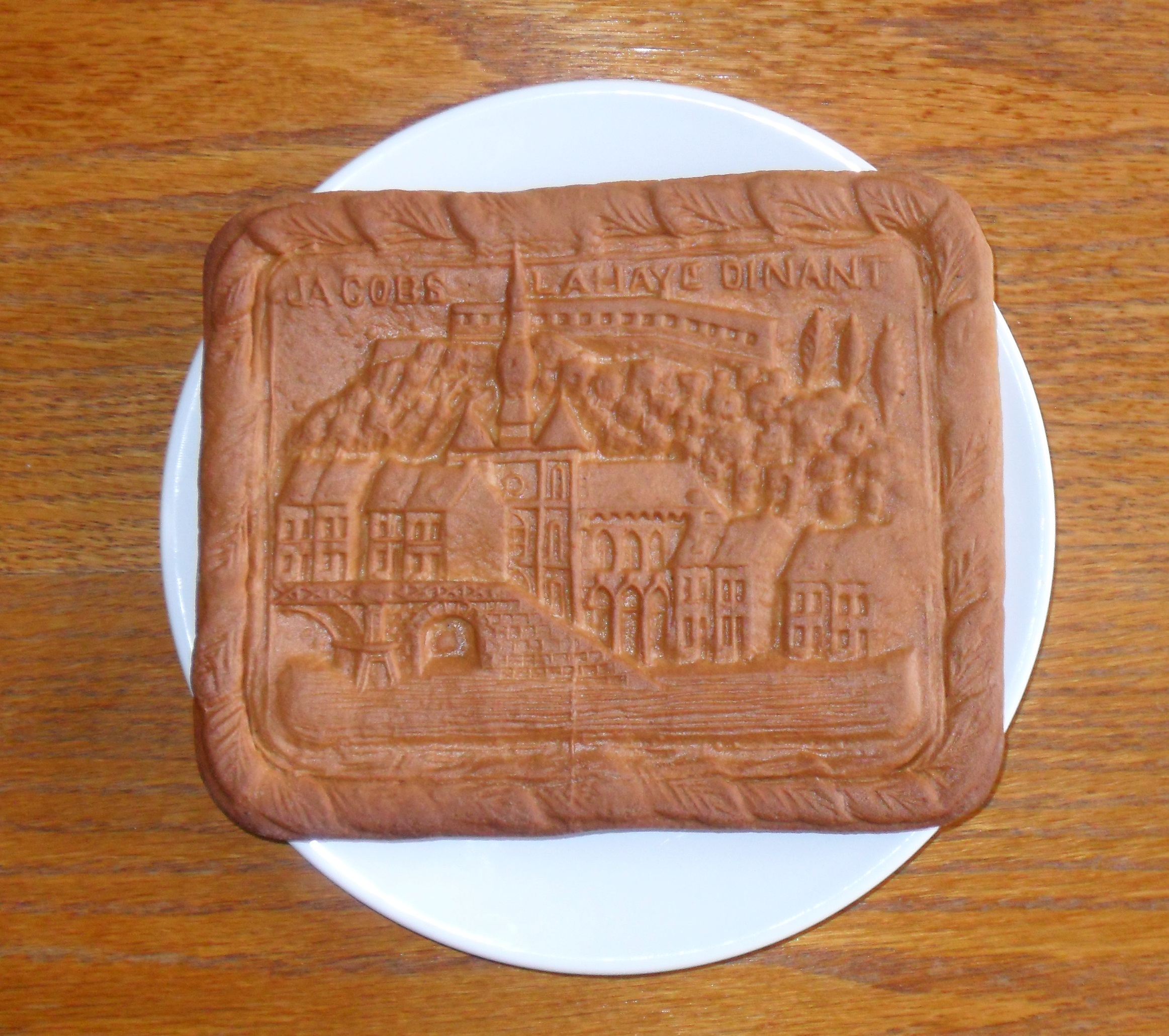
Une couque de Dinant.

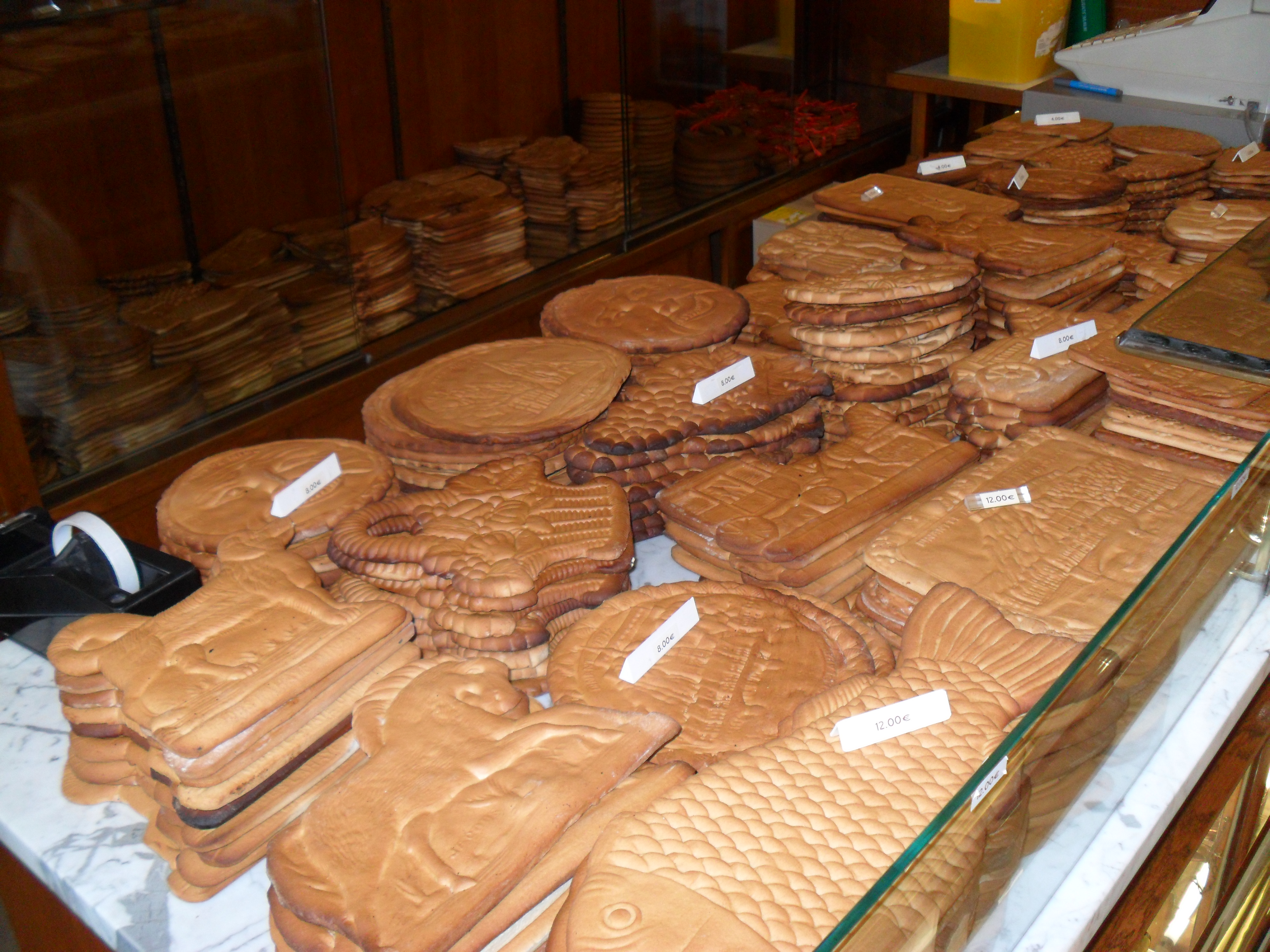
Des couques de Dinant dans une fabrique de couques.

Spécialité de la ville belge dont elle porte le nom, la couque de Dinant est une sorte de biscuit extrêmement dur fait de miel et de farine, imprimé dans des moules en bois de poirier, de noyer et de hêtre selon des formes très variées : animaux, objets divers, personnages, motifs floraux, etc.
La cuisson, dans un four préchauffé à 300 °C, se fait pendant quinze minutes, c’est-à-dire dès que le miel est caramélisé. En refroidissant, la couque de Dinant durcit, ce qui lui permet de se conserver indéfiniment.
Parce que le biscuit est très dur, beaucoup de gens n'arrivent pas à l'entamer avec leurs dents.
La couque de Rins, du nom de l'ouvrier-pâtissier qui la créa, en est une variante molle (par ajout de sucre) également produite à Dinant.
La couque de Dinant est défendue par les Mougneux d'Coutches, créée en 1978. Ce groupe folklorique assure la promotion de la couque de Dinant, en proposant notamment celles-ci à la dégustation lors de ses sorties avec les géants dinantais, Cyprien Guinguet, Célestine Cafonette, Adolphe Sax et le cheval Bayard de Dinant.

## Origine de cette préparation
L’origine fantaisiste de cette spécialité remonte au XVe siècle, lors du siège de la ville par Charles le Téméraire en 1466. Les Dinantais, privés de victuailles et ne disposant que de miel et de farine, auraient selon la légende imaginé d’en faire une pâte et de la cuire. Cette pâte étant très ferme, ils l’auraient imprimée dans le négatif des dinanderies et obtenu ainsi les dessins les plus variés.
La couque semble apparaître au XVIIIe siècle sans qu'on en connaisse exactement les circonstances.
La couque de Dinant est probablement un avatar des préparations faites pour les bateliers de la Meuse.
Une spécialité très similaire à la couque de Dinant, le Tirggel à la zurichoise, est produit à Zurich en Suisse.